# 6.15南北共同宣言
6.15南北共同宣言（6.15なんぼくきょうどうせんげん）は、2000年6月13日から15日にかけて平壌で行われた第1回南北首脳会談の結果、会談最終日の6月15日に合意文章として大韓民国（韓国）大統領の金大中と、朝鮮民主主義人民共和国（北朝鮮）国防委員長の金正日との間で締結された合意文章である。

## 概要
本宣言は、1972年7月4日に発表された南北共同声明（7・4声明）、1991年12月13日に締結された南北基本合意書と並び、朝鮮半島の南北対話に関する基本的合意文章である。
本宣言や南北基本合意書で合意した｢自主、平和、民族大団結｣といった祖国平和統一の原則を改めて確認し、統一案として韓国側の主張する「連合制」案と北朝鮮が主張する「緩やかな/低い段階の連邦制」案に共通点があるとし、その方向で統一を目指すこととした。
本宣言後、南北間の大きな懸案である離散家族再開の実現、経済協力や社会・文化など様々な分野での交流を促進するなどといった内容についても合意がなされ、実際、2000年8月には離散家族再会が実現し、金剛山観光や開城工業団地事業など、南北の経済協力事業が進められた。
末尾文で書かれた金正日の韓国首都ソウルへの訪問は、2011年12月17日の金正日死去に至るまで、ついに実現することはなかった。
さらに、金正恩統治下の北朝鮮で行われた、2016年2月のミサイル発射実験を端緒に、開城工業団地は操業を停止し韓国人も撤収した。2007年を最後に離散家族再会事業は中断され、2016年と2019年に、金剛山における再会事業のための韓国側施設も撤収された。

## 訳文の比較

### 韓国
以下は在日韓国人団体による日本語訳である。

### 北朝鮮
北朝鮮の国営出版社である外国文総合出版社による訳文は次のとおり。